# Misumenops haemorrhous
Misumenops haemorrhous es una especie de araña cangrejo del género Misumenops, familia Thomisidae. Fue descrita científicamente por Mello-Leitão en 1949.

## Distribución
Esta especie se encuentra en Brasil.